# 新潟県道125号新井停車場線

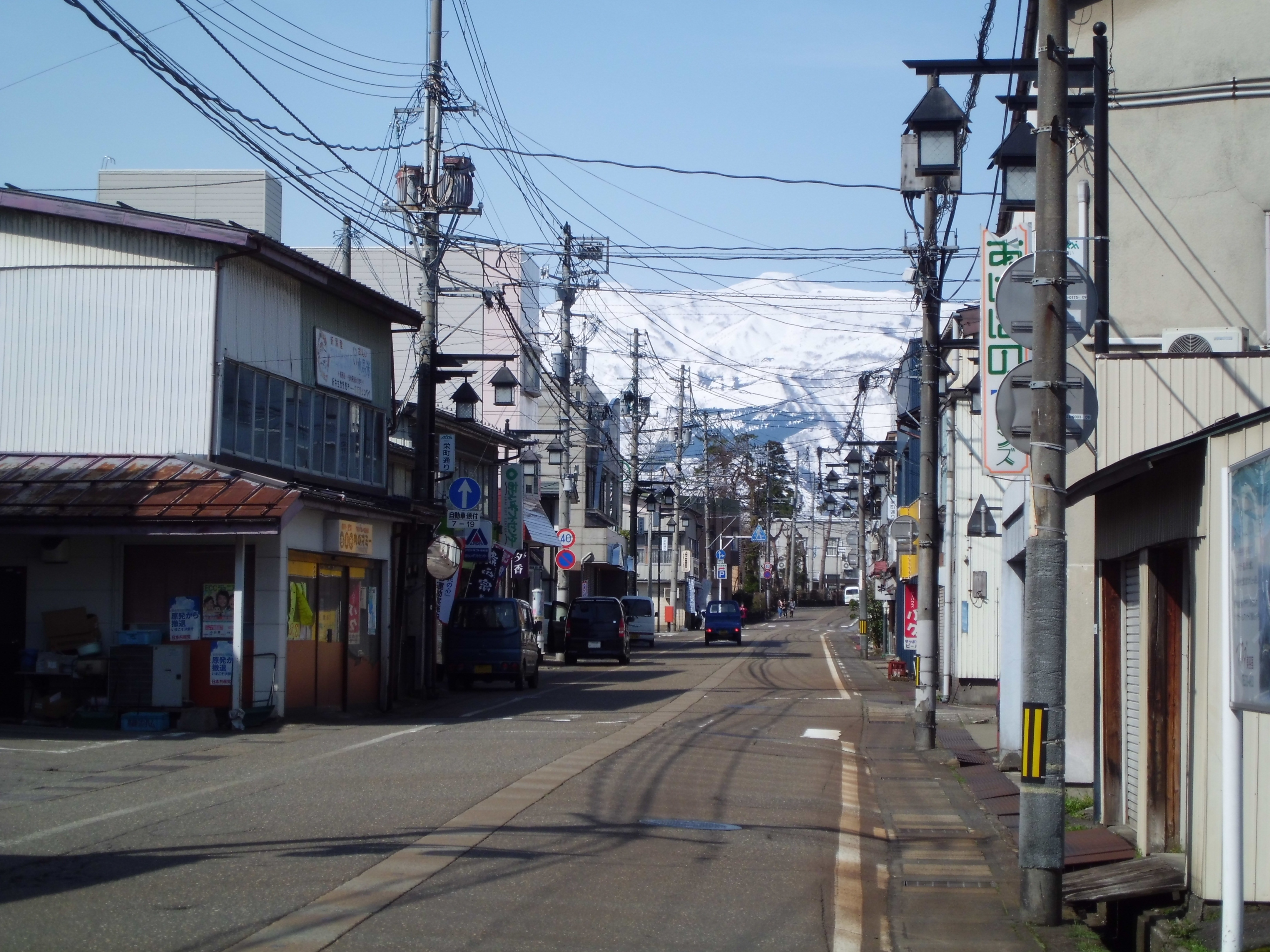
新井駅前より西を望む

新潟県道125号新井停車場線（にいがたけんどう125ごう あらいていしゃじょうせん）は、新潟県妙高市内の一般県道。

## 概要
- 陸上距離：
- 起点：妙高市栄町（新井駅）
- 終点：妙高市中町（中町交差点＝新潟県道63号上越新井線交点）

えちごトキめき鉄道・新井駅の駅前通り。中町交差点で県道63号（山麓線）と交差した先は市道となる。

## 通過する自治体
- 新潟県
  - 妙高市

## 主な接続路線
- 新潟県道63号上越新井線（中町交差点）

## 別名・通称
- 新井駅前通り